# Архиепархия Нагпура
Архиепархия Нагпура (лат. Archidioecesis Nagpurensis) — архиепархия Римско-Католической церкви c центром в городе Нагпур, Индия. В митрополию Нагпура входят епархии Амравати, Аурангабада. Кафедральным собором архиепархии Нагпура является церковь святого Франциска Сальского.

## История
11 июля 1887 года Святой Престол учредил епархию Нагпура, выделив её из епархии Вишакхапатнама. В этот же день епархия Нагпура вошла в митрополию Мадраса.
В следующие года епархия Нагпура передала часть своей территории для возведения новых церковных структур:
- 18 июля 1932 года — апостольской префектуре Джуббулпура (сегодня — Епархия Джабалпура);
- 11 марта 1935 года — апостольской префектуре Индаура (сегодня — Епархия Индаура);
- 14 июня 1951 года — епархии Райгарха — Амбикапура (сегодня — Епархия Райгарха и Епархия Амбикапура);

19 сентября 1953 года Римский папа Пий XII издал буллу Mutant res, которой возвёл епархию Нагпура в ранг архиепархии.
8 мая 1955 года архиепархия Нагпура передала часть своей территории для возведения епархии Амравати.

## Ординарии архиепархии
- епископ Alexis Riccaz (26.06.1887 — 7.09.1892);
- епископ Charles-Félix Pelvat (2.10.1893 — 23.07.1900);
- епископ Jean-Marie Crochet (25.10.1900 — 6.06.1903);
- епископ Etienne-Marie Boneventure(17.09.1904 — 12.03.1907);
- епископ François-Etienne Coppel (22.06.1907 — 16.03.1933);
- епископ Louis-François Gayet (1.02.1934 — 26.08.1950);
- архиепископ Eugene D’Souza (12.07.1951 — 13.09.1963) — назначен архиепископом Бхопала;
- архиепископ Leonard Joseph Raymond (16.01.1964 — 1.02.1974);
- архиепископ Leobard D’Souza (1.09.1975 — 17.01.1998);
- архиепископ Abraham Viruthakulangara (17.01.1998 — 19.04.2018, до смерти);
- архиепископ Elias Joseph Gonsalves (3.12.2018 — по настоящее время).

## Источник
- Annuario Pontificio, Libreria Editrice Vaticana, Città del Vaticano, 2003, ISBN 88-209-7422-3
- Булла Mutant res Архивная копия от 3 сентября 2013 на Wayback Machine, AAS 46 (1954), стр. 83 (лат.)